# Assimilação genética
Assimilação genética é um processo descrito por Conrad H. Waddington [en] no qual um fenótipo, inicialmente manifestado em resposta a uma condição ambiental, como a exposição a um teratogênio, torna-se posteriormente codificado geneticamente por meio de seleção artificial ou seleção natural. Apesar das aparências superficiais, isso não exige a herança de caracteres adquiridos (lamarquismo), embora a herança epigenética possa influenciar o resultado. Waddington afirmou que a assimilação genética supera a barreira à seleção imposta pela canalização das vias de desenvolvimento; ele sugeriu que a genética do organismo evoluiu para garantir que o desenvolvimento ocorresse de maneira específica, independentemente das variações ambientais normais.
O exemplo clássico de assimilação genética vem de dois experimentos realizados por Waddington em 1942 e 1953. Ele expôs embriões da mosca-das-frutas (Drosophila) ao éter, provocando uma mudança extrema em seu fenótipo: os embriões desenvolveram um tórax duplo, semelhante ao efeito do gene bithorax [en]. Essa alteração é chamada de mudança homeótica [en]. Moscas que desenvolveram halteres (asas traseiras modificadas das moscas verdadeiras, usadas para equilíbrio) com características de asas foram selecionadas para cruzamento por 20 gerações, até que o fenótipo passou a aparecer sem o tratamento com éter.
A explicação de Waddington gerou controvérsia e foi acusada de ser lamarquiana. Evidências mais recentes parecem confirmar a existência da assimilação genética na evolução; em leveduras, quando um códon de parada é perdido por mutação, o quadro de leitura é preservado com muito mais frequência do que o esperado. A assimilação genética foi incorporada à síntese evolutiva estendida.

## História

### Experimentos de Waddington

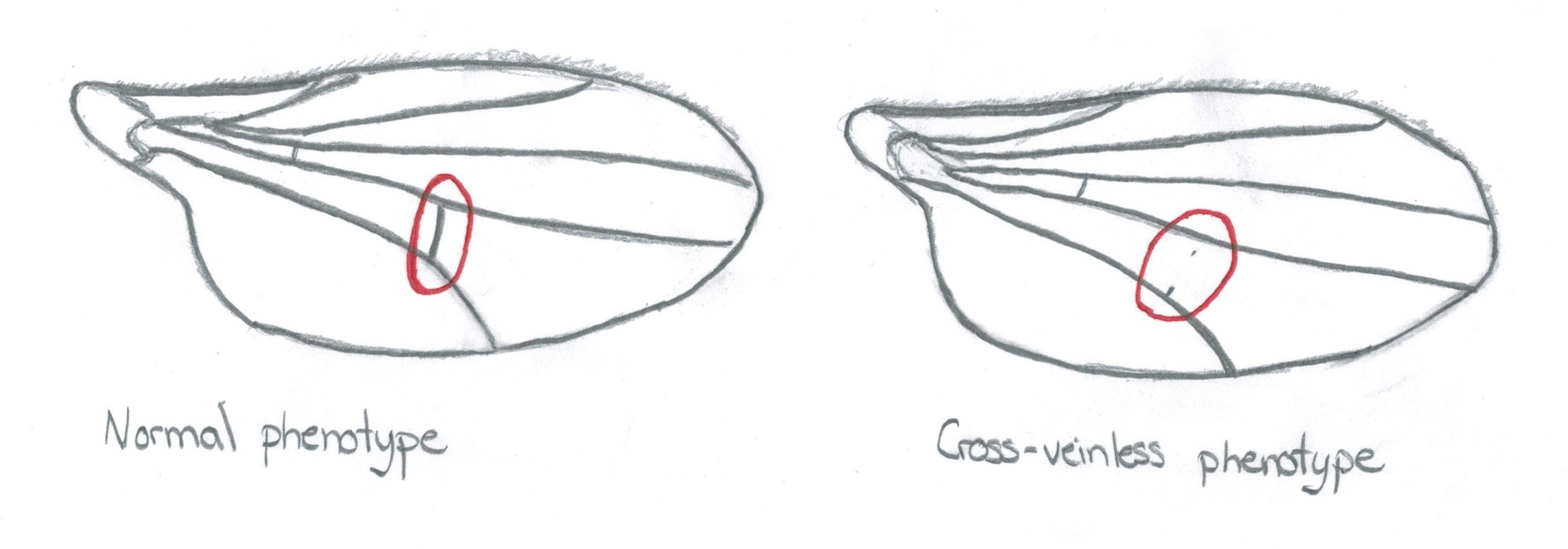
Asas normais e cross-veinless da mosca-das-frutas (Drosophila)

O experimento clássico de Conrad H. Waddington (1942) induziu uma reação ambiental extrema nos embriões em desenvolvimento da mosca-das-frutas (Drosophila). Em resposta ao vapor de éter, uma proporção dos embriões desenvolveu uma mudança radical: o fenótipo bithorax (tórax duplo). Nesse estágio do experimento, o tórax duplo não era inato, mas induzido por um ambiente incomum. Waddington então selecionou repetidamente as moscas-das-frutas com o fenótipo bithorax por cerca de 20 gerações. Após esse período, algumas moscas desenvolveram o tórax duplo sem o tratamento com éter.
Waddington realizou um experimento semelhante em 1953, desta vez induzindo o fenocópia cross-veinless na mosca-das-frutas (Drosophila) com um choque térmico, com 40% das moscas exibindo o fenótipo antes da seleção. Ele selecionou o fenótipo por várias gerações, aplicando choque térmico a cada vez, até que o fenótipo apareceu mesmo sem o tratamento.

### Explicação de Waddington
Waddington denominou o efeito observado de "assimilação genética". Ele explicou que isso era causado por um processo chamado "canalização". Comparou o desenvolvimento embrionário a uma bola rolando por uma encosta em uma paisagem epigenética, onde cada ponto da paisagem representa um estado possível do organismo (envolvendo muitas variáveis). À medida que uma via específica se torna consolidada ou "canalizada", ela se estabiliza, tornando-se mais provável mesmo diante de mudanças ambientais. Perturbações significativas, como éter ou choque térmico, deslocam a via de desenvolvimento do canal metafórico, explorando outras partes da paisagem epigenética. A seleção na presença dessa perturbação leva à evolução de um novo canal; após a interrupção da perturbação, as trajetórias de desenvolvimento continuam seguindo a via canalizada.

### Uma explicação darwiniana
Outros biólogos evolucionistas concordam que a assimilação ocorre, mas oferecem uma explicação diferente, baseada puramente na genética quantitativa e na seleção natural ou artificial de Darwin. Assume-se que o fenótipo, como o cross-veinless, seja causado por uma combinação de múltiplos genes. O fenótipo surge quando a soma dos efeitos genéticos ultrapassa um limiar; se esse limiar é reduzido por uma perturbação, como um choque térmico, o fenótipo torna-se mais provável. A seleção contínua sob condições perturbadoras aumenta a frequência dos alelos dos genes que promovem o fenótipo até que o limiar seja ultrapassado sem a perturbação, e o fenótipo aparece sem necessidade de choque térmico.
As perturbações podem ser genéticas ou epigenéticas, além de ambientais. Por exemplo, as moscas-das-frutas (Drosophila) possuem uma proteína de choque térmico, Hsp90, que protege o desenvolvimento de várias estruturas do adulto contra choques térmicos. Se a proteína é danificada por uma mutação, assim como se fosse afetada por efeitos ambientais de drogas, surgem diversas variantes fenotípicas; se essas variantes são selecionadas, elas se estabelecem rapidamente sem necessidade da Hsp90 mutante.

### Uma explicação mutacional
Em 2017, L. Fanti e colegas replicaram os experimentos de Waddington, mas incluíram sequenciamento de DNA, revelando que os fenótipos das asas eram devidos a eventos mutacionais, pequenas deleções e inserções de elementos transponíveis mobilizados pela exposição ao calor.

## Neodarwinismo ou Lamarquismo

A assimilação genética de Waddington comparada ao Lamarquismo, à evolução darwiniana e ao efeito Baldwin. Todas as teorias oferecem explicações sobre como organismos respondem a um ambiente alterado com mudanças hereditárias adaptativas.

A teoria da assimilação genética de Waddington foi controversa. Os biólogos evolucionistas Theodosius Dobzhansky e Ernst Mayr acreditavam que Waddington usava a assimilação genética para apoiar a chamada herança lamarquiana. Eles negaram que a herança de características adquiridas tivesse ocorrido e afirmaram que Waddington apenas observou a seleção natural de variantes genéticas preexistentes na população estudada. O próprio Waddington interpretou seus resultados de maneira neodarwiniana, enfatizando que eles "poderiam trazer pouco conforto àqueles que desejam acreditar que influências ambientais tendem a produzir mudanças hereditárias na direção da adaptação".
O biólogo do desenvolvimento evolutivo Adam S. Wilkins escreveu que "Waddington, em vida, foi amplamente percebido principalmente como um crítico da teoria evolutiva neodarwiniana. Suas críticas focavam no que ele via como modelos 'atomísticos' irrealistas tanto da seleção de genes quanto da evolução de características." Em particular, segundo Wilkins, Waddington sentia que os neodarwinistas negligenciavam gravemente o fenômeno das extensas interações genéticas e que a 'aleatoriedade' dos efeitos mutacionais, postulada na teoria, era falsa. Embora Waddington tenha se tornado crítico da teoria sintética neodarwiniana da evolução, ele ainda se descrevia como darwinista e defendia uma síntese evolutiva estendida baseada em sua pesquisa. Waddington não negou a interpretação genética convencional baseada em limiar de seus experimentos, mas a considerava "uma versão contada às crianças do que eu queria dizer" e via o debate como uma questão de "modo de expressão, mais do que de substância".
Tanto a assimilação genética quanto o relacionado efeito Baldwin são teorias da plasticidade fenotípica, onde aspectos da fisiologia e do comportamento de um organismo são afetados pelo ambiente. A ecologista evolutiva Erika Crispo afirma que eles diferem porque a assimilação genética reduz o nível de plasticidade (retornando à definição original de canalização de Waddington; enquanto o efeito Baldwin pode aumentá-la), mas não altera o valor fenotípico médio (enquanto o efeito Baldwin o altera). Crispo define a assimilação genética como um tipo de acomodação genética, "evolução em resposta a traços novos baseados geneticamente e induzidos ambientalmente", que, em sua visão, é central ao efeito Baldwin.

## Relação com a adaptação
Modelagem matemática sugere que, em certas circunstâncias, a seleção natural favorece a evolução da canalização projetada para falhar em condições extremas. Se o resultado dessa falha for favorecido pela seleção natural, ocorre a assimilação genética. Na década de 1960, Waddington e seu colega, o geneticista animal J. M. Rendel, argumentaram pela importância da assimilação genética na adaptação natural, como um meio de fornecer variações novas e potencialmente benéficas a populações sob estresse, permitindo-lhes evoluir rapidamente. Seu contemporâneo George C. Williams argumentou que a assimilação genética ocorre ao custo da perda da plasticidade de desenvolvimento previamente adaptativa, devendo, portanto, ser vista como resultando em uma perda líquida, em vez de ganho, de complexidade, tornando-a, em sua opinião, desinteressante do ponto de vista do processo construtivo de adaptação. No entanto, a plasticidade fenotípica anterior não precisa ser adaptativa, podendo simplesmente representar uma quebra da canalização.
Uma análise transcriptômica de 2023 revelou que a assimilação genética em adaptações ambientais é rara.

## Em populações naturais

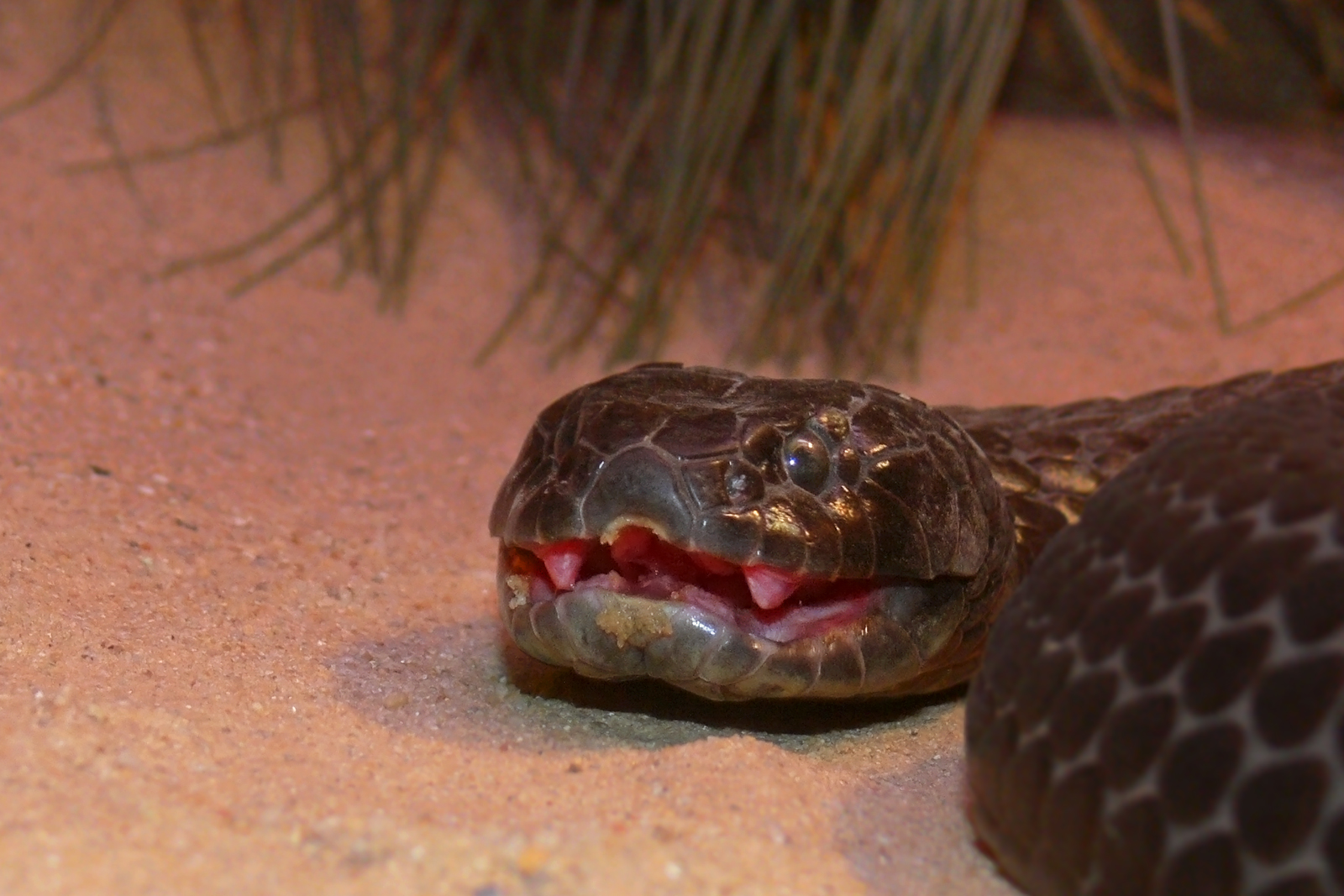
Notechis scutatus de ilhas, como esta da Ilha Chappell, tem cabeças maiores que as populações do continente, aparentemente por assimilação genética.

Diversos casos de assimilação genética foram documentados contribuindo para a seleção natural na natureza. Por exemplo, populações da serpente Notechis scutatus foram isoladas em ilhas e desenvolveram cabeças maiores para lidar com presas grandes. Populações jovens têm cabeças maiores por plasticidade fenotípica, enquanto cabeças grandes tornaram-se geneticamente assimiladas em populações mais antigas.
Em outro exemplo, padrões de assimetria esquerda-direita ou "lateralidade", quando presentes, podem ser determinados geneticamente ou plasticamente. Durante a evolução, a assimetria direcional geneticamente determinada, como no coração humano orientado à esquerda, pode surgir de um processo de desenvolvimento não hereditário (fenotípico) ou diretamente por mutação a partir de um ancestral simétrico. Um excesso de transições de lateralidade plasticamente determinada para geneticamente determinada aponta para o papel da assimilação genética na evolução.
Um terceiro exemplo foi observado em leveduras. Eventos evolutivos em que códons de parada são perdidos preservam o quadro de leitura com muito mais frequência do que o esperado por viés de mutação. Essa descoberta é consistente com o papel do príon de levedura [PSI+] em facilitar epigeneticamente a leitura além do códon de parada, seguida por assimilação genética através da perda permanente do códon de parada.